# Landaul
 Landaul  (en bretón Landaol) es una población y comuna francesa, situada en la región de Bretaña, departamento de Morbihan, en el distrito de Lorient y cantón de Pluvigner.

## Demografía
| 979 | 1009 | 1051 | 1147 | 1327 | 1343 |
| Para los censos de 1962 a 1999 la población legal corresponde a la población sin duplicidades (Fuente: INSEE [Consultar]) |      |      |      |      |      |